# Abû `Abd Allah Muhammad al-Mustansir
Pour les articles homonymes, voir Al-Mustansir.

Calligraphie arabe du nom d'Abû `Abd Allah Muhammad al-Mustansir, souverain hafside ayant régné au XIIIe siècle.

Abû `Abd Allah Muhammad al-Mustansir est le troisième sultan hafside de Tunis. Il règne sur l'Ifriqiya entre 1249 et 1277.

## Biographie

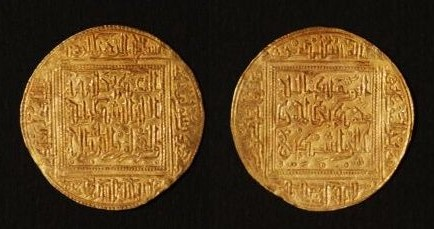
Dinar hafside frappé à Tunis (ou Béjaïa dans l'actuelle Algérie) entre 1249-1277, durant le règne d'Abû `Abd Allah Muhammad al-Mustansir, conservé au musée national d'art islamique de Raqqada, Kairouan (Tunisie). En or, diamètre : 29 mm.

Fils d'Abû Zakariyâ Yahyâ, qui établit en 1228 la capitale du royaume à Tunis puis l'étend sur le Maghreb, reconstituant ainsi l'ancien royaume des Zirides de la fin du Xe siècle, Abû `Abd Allah Muhammad al-Mustansir lui succède en 1249. Il prend le titre d'« émir des croyants » et fait de Tunis un port méditerranéen prospère et paré de nombreux monuments. Les royaumes de Tlemcen et de Fès reconnaissent alors sa suzeraineté[réf. nécessaire].
En 1270, lors de la huitième croisade qui se dirige vers Tunis, al-Mustansir est prêt à recevoir le baptême si une force militaire chrétienne est présente pour lui éviter le courroux de son peuple. On sait qu’une ambassade tunisienne était venue à la cour de France à l’automne 1269, mais on ne connaît pas la teneur des tractations. La flotte de navires génois de Louis IX débarque devant Tunis le 18 juillet mais, contrairement aux espérances, le sultan de Tunis ne fait pas mine de se convertir, se retranche dans la ville et appelle les mamelouks à son secours. Louis IX meurt de maladie devant Tunis le 25 août, avant l'arrivée de son frère. Charles d'Anjou débarque avec de puissants renforts et prend le commandement de la croisade.
Effrayés par la perspective d’un débarquement en masse, les musulmans renoncent à leur tactique : ils se massent en groupe de combat, permettant aux croisés de livrer une véritable bataille au cours de laquelle le roi de Sicile et le comte Robert II d'Artois fondent sur eux et les mettent en pièces. Al-Mustansir souhaite négocier et un accord est conclu le 30 octobre. Le sultan de Tunis devient un vassal du royaume de Sicile et verse une indemnité de 210 000 onces d’or, reprenant le versement du tribut dû au roi de Sicile.
En septembre 1272, Charles d'Anjou forme une ambassade composé du juriste Robert l'Enfant, Matteo de Riso de Messine et Nicolò de Ebdemonia de Palerme afin de recueillir le tribut que le sultan al-Mustansir devait payer. Il adjoint à cette ambassade des hommes de confiance comme Giovanni da Lentini et Jacques de Taxi.